# 瀬々敬久
瀬々 敬久（ぜぜ たかひさ、1960年5月24日 - ）は、日本の映画監督、脚本家、演出家、俳優。

## 来歴・人物
1960年5月24日、大分県真玉町（現：豊後高田市）に生まれる。
大分県立高田高等学校時代に数合わせで入部させられた物理部にたまたまビデオカメラが備えてあったために、自主制作映画を撮り始める。当時は大林宣彦、大森一樹、石井岳龍など学生の自主映画からすぐにデビューする映画監督が登場し、テレビや雑誌で多く紹介されていたことで影響を受けたという。大阪での予備校生活を経て京都大学文学部哲学科に入学後、映画部に入部。満25歳を迎える1985年、16mm映画『ギャングよ、向こうは晴れているか』を自主製作、監督する。
同学卒業後、1986年、向井寛主宰の獅子プロダクションに所属、同社や国映等でピンク映画の助監督を務め、1987年12月に公開された佐藤寿保監督、佐野和宏主演の『仮面の誘惑』でチーフ助監督を務める。佐藤のチーフ助監督を務めたのちに、1989年、国映製作、中島小夜子主演による『課外授業 暴行』で商業映画の監督としてデビュー、同年、ピンク大賞新人監督賞を受賞する。佐藤寿保、サトウトシキ、佐野和宏などとともに、ピンク四天王と呼ばれた。一貫して地方や郊外を描くことでも知られていた。
『NONFIX』等、テレビのドキュメンタリー番組の演出も手がけている。俳優としても、1991年の片岡修二監督の『買春スペシャル 欲望貴族』や、2006年公開の足立正生監督の『幽閉者 テロリスト』 のほか、2009年に公開された鈴木卓爾監督の『私は猫ストーカー』に出演している。
2010年には、4時間38分の上映時間を持つ長編映画『ヘヴンズ ストーリー』を公開するにあたり、同年8月10日 - 同月18日、アテネ・フランセ文化センターで、「The Soul of Zeze 瀬々敬久自選作品集」と題する34作品に及ぶレトロスペクティヴ上映を行った。2011年、同作で芸術選奨文部科学大臣賞映画部門を受賞した。

## 作品
特記なき作品は監督のみ。脚本は共同執筆も含む。

### 映画
- 人妻ワイセツ暴行（1988年）- 脚本
- 豊丸伝説 超変態（1988年）- 脚本
- 若妻不法監禁（1989年）- 脚本
- 課外授業 暴行（1989年）- 監督・脚本
- 獣欲魔 乱行（1989年）- 監督・脚本
- 痴漢電車 りえのフンドシ（1990年）- 監督・脚本
- 破廉恥舌戯テクニック（1990年）- 監督・脚本
- 猥褻暴走集団 獣（1991年）- 監督・脚本
- 高級ソープテクニック2 個室欲情（1992年）- 脚本
- 最新ピンサロ情痴 激写!!生本番（1992年 - 脚本
- 禁男の園 ザ・制服レズ（1992年）- 監督・脚本
- 緊縛縄調教（1992年）- 脚本
- 痴漢電車 いけない妻たち（1992年）- 監督・脚本
- 痴漢電車 巨乳がいっぱい（1992年）- 脚本
- 制服ギャル 下着大図鑑（1992年）- 脚本
- 濡れ濡れ 三段責め（1993年）- 脚本
- 未亡人 初七日の悶え（1993年）- 監督・脚本
- 人妻・不倫・不倫・不倫（1993年）- 脚本
- 夫婦交換 超快楽（1993年）- 脚本
- ワイセツ隠し撮り 夫婦の寝室（1993年）- 脚本
- ニッポンの猥褻（1993年）- 脚本
- 未亡人 喪服の悶え（1993年）- 監督・脚本
- 痴漢電車 エッチな下半身（1993年）- 脚本
- 連続ONANIE 乱れっぱなし（1994年）- 脚本
- 高級ソープテクニック4 悶絶秘戯（1994年）- 監督・脚本
- 覗きがいっぱい 愛人の生下着（1994年）- 脚本
- 発情カップル （秘）盗撮現場（1994年）- 脚本
- いやらしい前戯 すごく感じる（1994年）- 脚本
- 七人の熟女 淫乱（1994年）- 脚本
- 本番レズ 恥ずかしい体位（1994年）- 監督・脚本
- ドすけべ母娘（1995年）- 脚本
- すけべてんこもり（1995年）- 監督・脚本
- 終わらないセックス（1995年）- 監督・脚本
- わいせつ覗き 見せたがる女（1996年）- 監督・脚本（「鈴木俊久」名義）[注 1]
- 牝臭 とろける花芯（1996年）- 監督・脚本
- 生まれ変わるとしたら（1996年）- 監督・脚本
- KOKKURI こっくりさん（1997年）- 監督・脚本
- 黒い下着の女 雷魚（1997年）- 監督・脚本・原案
- あぶない情事 獣のしたたり（1998年）- 脚本（「臼野朗」名義）
- 汚れた女 (マリア)（1998年）- 監督・脚本
- 冷血の罠（1998年）- 監督・脚本
- アナーキー・インじゃぱんすけ 見られてイク女（1999年）- 監督・脚本
- セックス・フレンド 濡れざかり（1999年）- 脚本
- HYSTERIC（2000年）
- RUSH!（2001年）- 監督・脚本
- トーキョー×エロティカ 痺れる快楽（2001年）- 監督・脚本
- DOG STAR ドッグ・スター（2002年）- 監督・脚本
- SFホイップクリーム（2002年）- 監督・脚本
- 帰ってきた刑事まつり 姦☆刑事 セクサロイド・コップ（2003年）
- MOON CHILD（2003年）- 監督・脚本
- ユダ（2004年）- 監督・脚本
- 肌の隙間（2004年）
- サンクチュアリ（2006年）
- 幽閉者 テロリスト（足立正生監督、2006年）- 出演
- PET BOX ペットボックス ネコと金魚の恋物語（2006年）
- 刺青 堕ちた女郎蜘蛛（2007年）
- 16 [jyu-roku]（奥原浩志監督、2007年）- 出演
- 泪壺（2008年）
- フライング☆ラビッツ（2008年）
- 私は猫ストーカー （鈴木卓爾監督、2009年）- 出演
- 感染列島（2009年）- 監督・脚本
- ドキュメンタリー頭脳警察（2009年）
- ヘヴンズ ストーリー（2010年）※ 第84回キネマ旬報ベスト・テン 3位、映画芸術 1位
- 愛するとき、愛されるとき（2010年）- 監督・脚本
- アントキノイノチ（2011年）- 監督・脚本
- 石巻市立湊小学校避難所（2012年）- 製作
- マリアの乳房（2014年）- 監督・脚本
- ストレイヤーズ・クロニクル（2015年）- 監督・脚本
- 64-ロクヨン- 前編/後編（2016年）- 監督・脚本
- なりゆきな魂、（2017年）- 監督・脚本[11]
- 最低。（2017年）- 監督・脚本
- 8年越しの花嫁 奇跡の実話（2017年）- 監督[12]
- 友罪（2018年）- 監督・脚本 ※第92回キネマ旬報ベスト・テン 8位、映画芸術 8位
- 菊とギロチン（2018年）- 監督・脚本 ※第92回キネマ旬報ベスト・テン 2位、映画芸術 3位
- 楽園（2019年）- 監督・脚本
- 糸（2020年）- 監督[13]
- 明日の食卓（2021年）- 監督[14]
- 護られなかった者たちへ（2021年） - 監督・脚本[15]
- とんび（2022年）- 監督[16]
- ラーゲリより愛を込めて（2022年）- 監督[17]
- 春に散る（2023年）- 監督・脚本
- 少年と犬（2025年）- 監督
- SUKIYAKI 上を向いて歩こう（2026年公開予定）- 監督

### オリジナルビデオ
- ハイヒールGANG（1991年）- 脚本
- スキャンダラス・ボディ（1993年）- 脚本
- スキャンダラス・ボディ2（1993年）- 脚本
- 極道物語 花町一家四代目 竹田知佳（1994年）- 脚本
- 学校のY談（1996年）- 脚本
- 美姉妹色情飼育（1998年）- 脚本
- 禁断の扉 スカートの中の性衝動（1999年）- 監督・脚本
- 淫夢 さまよえる記憶（2000年）- 脚本
- ごろつき稼業 仕事人サブ（2000年）- 脚本
- ブリード 血を吸う子供（2000年）- 監督・脚本
- 超極道（2002年）- 監督・脚本
- 危険なOLたちスペシャル（2002年）- 監督・脚本

### テレビ
- 水の記憶 羽田私景（1996年、MXTV）
- NONFIX（フジテレビ）
  - 「廃墟シネマ」（2000年）
  - 「幻の特攻基地〜戦いはいまだ終わらず〜」（2005年）
- たぶらかし-代行女優業・マキ- 第1話（2012年4月5日、読売テレビ）- 出演
- 大島渚の帰る家〜妻・小山明子との53年〜（2013年、NHK BSプレミアム）
- 罪人の嘘（2014年、WOWOW）
- 女性作家ミステリーズ 美しき三つの嘘 第3話「平凡」（2016年1月4日、フジテレビ）
- コールドケース 〜真実の扉〜（2016年、WOWOW）- 脚本（2, 3, 6, 8, 9話）
- 悪党〜加害者追跡調査〜（2019年、WOWOW)
- 神木隆之介の撮休（2022年、WOWOW）- 監督（第2話、第8話）

## 受賞歴
2021年
- 第46回報知映画賞 作品賞（「護られなかった者たちへ」）[18]